# スタッド・ドゥ・キャトル＝ウ
スタッド・ドゥ・キャトル＝ウ（フランス語: Stade du 4-Août）は、ブルキナファソの首都ワガドゥグーにある多目的スタジアムである。

## 歴史
この競技場は中華人民共和国の支援で建設され、1981年に起工、1984年7月18日に竣工した。 1996年、アフリカネイションズカップ1998の会場に選定されたため改修工事を行った。それは総工費800億CFAフランを掛けて、記者席やスコアボードのグレードアップなどを行った。

## 構造と設備
最大収容人数は35,000人で、陸上競技のトラックも併設、そしてFIFA公認のサッカー競技施設である。 場内は、トレーニングジムや事務室、会議室も備える。

## 利用実績
主にサッカーの試合に利用され、陸上競技のトラックも併設されている。また、エトワール・フィラント・ド・ワガドゥグーというサッカークラブがここを本拠地として構え、ブルキナファソ代表が度々試合を行っている。
1998年にはアフリカネイションズカップの決勝戦が行われた。また2010年にはラグビーのアフリカ選手権が行われた。
他には、政治団体の集会やコンサート会場に使用されることがある。